# Roman Novotný
Roman Novotný (17 de mayo de 1960) es un deportista checoslovaco que compitió en judo. Ganó una medalla de plata en el Campeonato Europeo de Judo de 1981, en la categoría de –78 kg.

## Palmarés internacional
| Campeonato Europeo | Campeonato Europeo | Campeonato Europeo | Campeonato Europeo |
| Año                | Lugar              | Medalla            | Categoría          |
| ------------------ | ------------------ | ------------------ | ------------------ |
| 1981               | Debrecen (Hungría) | Medalla de plata   | –78 kg             |